# William Henry Perkin
Sir William Henry Perkin (Londen, 16 juni 1838 - Sudbury, 14 juli 1907) was een Engelse scheikundige die vooral bekend werd door de ontdekking van mauveïne, de eerste van vele op aniline gebaseerde kleurstoffen. Perkin slaagde niet in het vervaardigen van synthetische kinine, omdat het hem nog ontbrak aan basiskunde scheikunde, vooral aan de structuurchemie. Zijn pogingen leidden in plaats daarvan tot de eerste belangrijke teerkleurstof, die uiteindelijk mauveïne zou gaan heten. Hij ontwikkelde de naar hem genoemde Perkin-reactie en Perkin-omlegging.